# Lobamba
Lobamba es la capital legislativa de Suazilandia, sede del Parlamento y de la residencia de la Indovuzaki. Está situada a 16 km de Mbabane, en el valle del Ezulwini. Es además un umphakatsi del tinkhundla homónimo perteneciente al distrito de Hhohho. Se encuentra al borde de la Reserva Natural de Mantenga.

## Cultura
En la ciudad se puede visitar el Palacio Embo, que fue construido por los británicos y tiene unas grandes dimensiones, y fue la anterior residencia de los reyes de Suazilandia. En la actualidad los Reyes de Suazilandia residen en la Lozitha Stae House a 10 kilómetros de Lobamba.
El Museo Nacional ofrece exposiciones dedicadas principalmente a la cultura de Suazilandia.
En Lobamba está el Estadio Nacional de Somhlolo, donde se celebran eventos deportivos, principalmente de las competiciones nacionales de fútbol y eventos tradicionales como la coronación del rey. 
Otros edificios importantes son el Royal Kraal, el Parlamento de Suazilandia y un museo dedicado a Sobhuza II de Suazilandia. En las cercanías de la ciudad se encuentra el Santuario Mlilwane Wildlife Sanctuary y el aeropuerto Matsapha.

## Organización territorial
El tinkhundla de Lobamba está dividido en 5 imiphakatsi: Ezabeni, Ezulwini, Elangeni, el umphakatsi del mismo nombre, Lobamba, y Nkanini.

## Fiestas
Lobamba es famosa por dos ceremonias que se celebran en la ciudad: la Umhlanga, que se celebra en agosto y septiembre en honor de la Indovuzaki y en donde tradicionalmente el Rey puede escoger una nueva prometida; y la Incwala Kingship, ceremonia en diciembre y enero en honor del Rey. En las ceremonias hay danzas, cantos y fiestas en las que se visten ropas tradicionales.
- Datos: Q101418